# Rudbāržu pagasts
Rudbāržu pagasts er en territorial enhed i Skrundas novads i Letland. Pagasten havde 1.074 indbyggere i 2010 og omfatter et areal på 110,42 kvadratkilometer. Hovedbyen i pagasten er Rudbārži.